# 武雄バイパス
武雄バイパス（たけおバイパス）は、佐賀県武雄市を通る国道34号のバイパスである。

## 概要
武雄市中心部の交通混雑の緩和と交通安全の確保を目的とした全長7.6 kmの道路。
過去の大雨時に幾度も冠水したことのある平野部の低地を通るため、多くの区間が盛土となっている。

### 路線データ
- 起点：武雄市北方町大字志久[1]（北方町掛橋西交差点、国道34号交点）
- 終点：武雄市武雄町大字武雄[1]（下西山交差点、国道34号交点、国道35号・佐賀県道24号武雄多久線起点）
- 距離：7.6 km[1]
- 幅員：25 - 30 m（2 - 4車線）[1]

## 歴史
- 1974年度（昭和49年度） - 事業着手[2]
- 1980年度（昭和55年度） - 都市計画決定、用地着手[2]
- 1982年度（昭和57年度） - 旧武雄市部分の工事着手[2]
- 1986年度（昭和61年度） - 武雄市武雄町武雄（武雄高校前交差点） - 北方町大崎（武雄北方IC）間の一部 L=2.7 km 開通[2]
- 1988年度（昭和63年度） - 同上の一部 L=0.9 km 開通[2]
- 1989年度（平成元年度） - 同上の残部 L=0.5 km 開通[2]
- 2000年度（平成12年度） - 武雄市武雄町武雄地区内（下西山交差点 - 武雄高校前交差点）間 L=0.8 km 開通[2]
- 2009年度（平成21年度） - 北方町部分の工事着手[2]
- 2018年（平成30年）2月4日 - 北方町大崎地区内（武雄北方IC - 北方中央交差点）間 L=1.4 km 開通[3]

## 路線状況

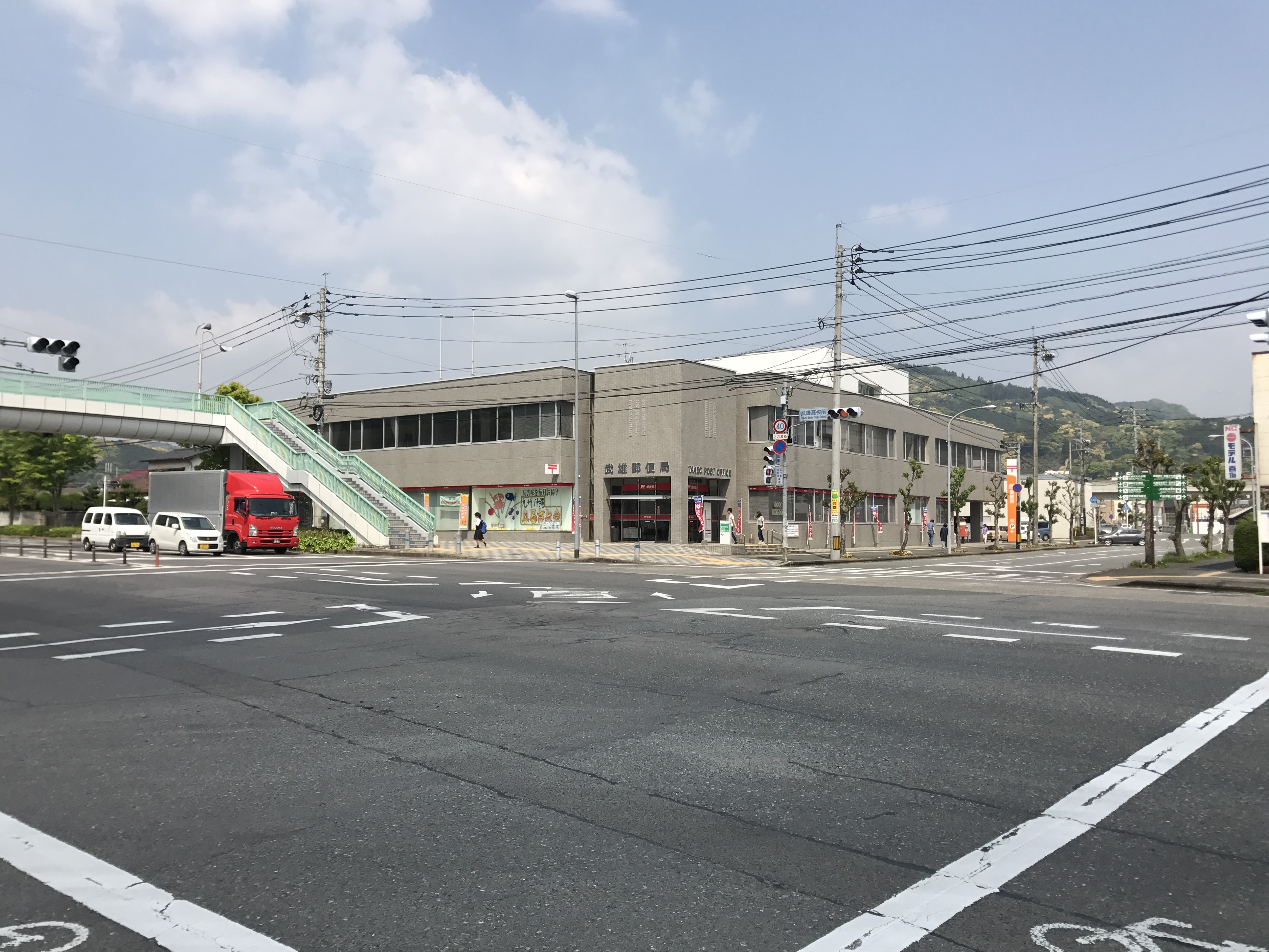
武雄高校前交差点、武雄郵便局前（武雄市武雄町武雄）

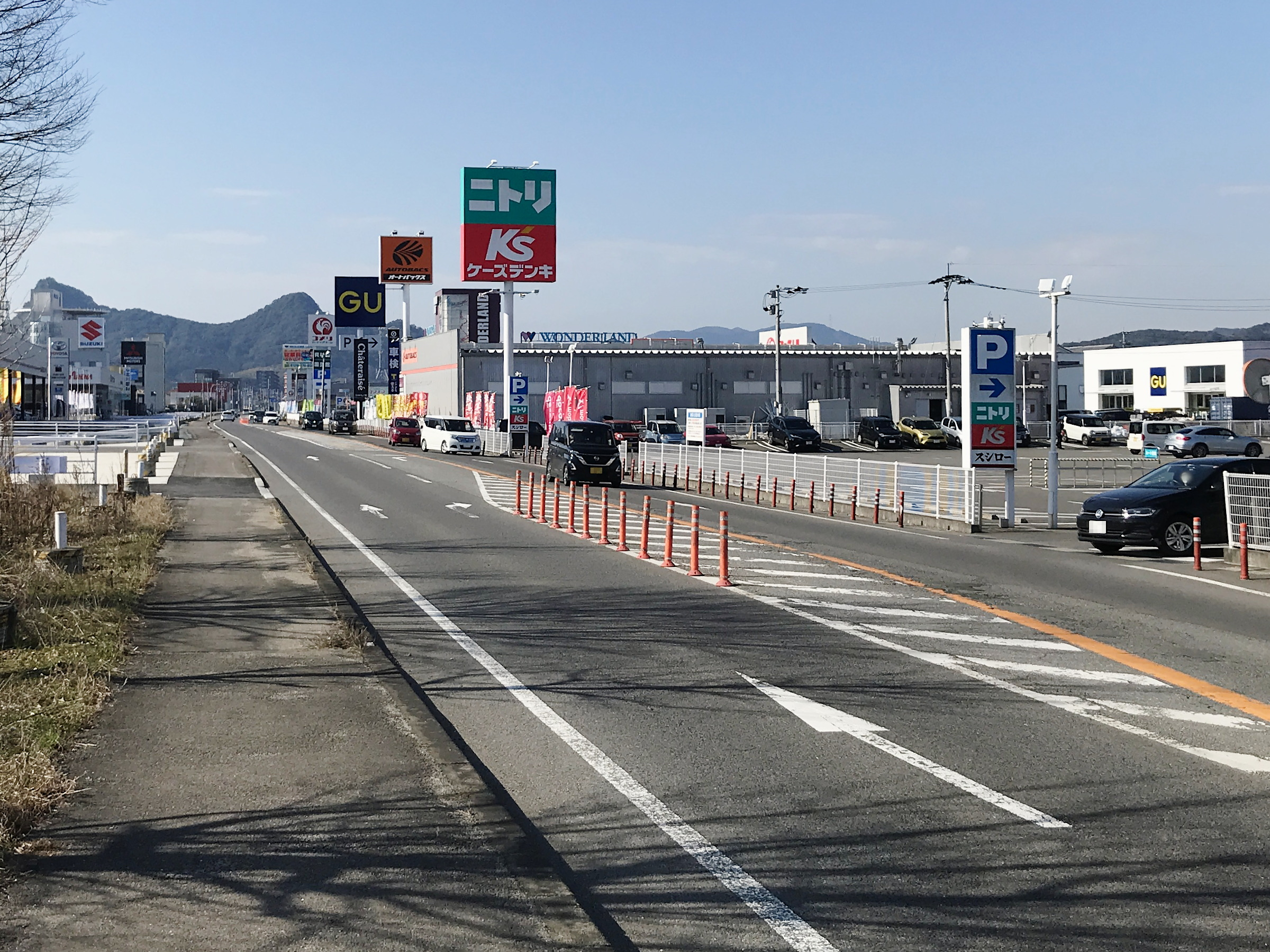
バイパス沿いの商業施設群

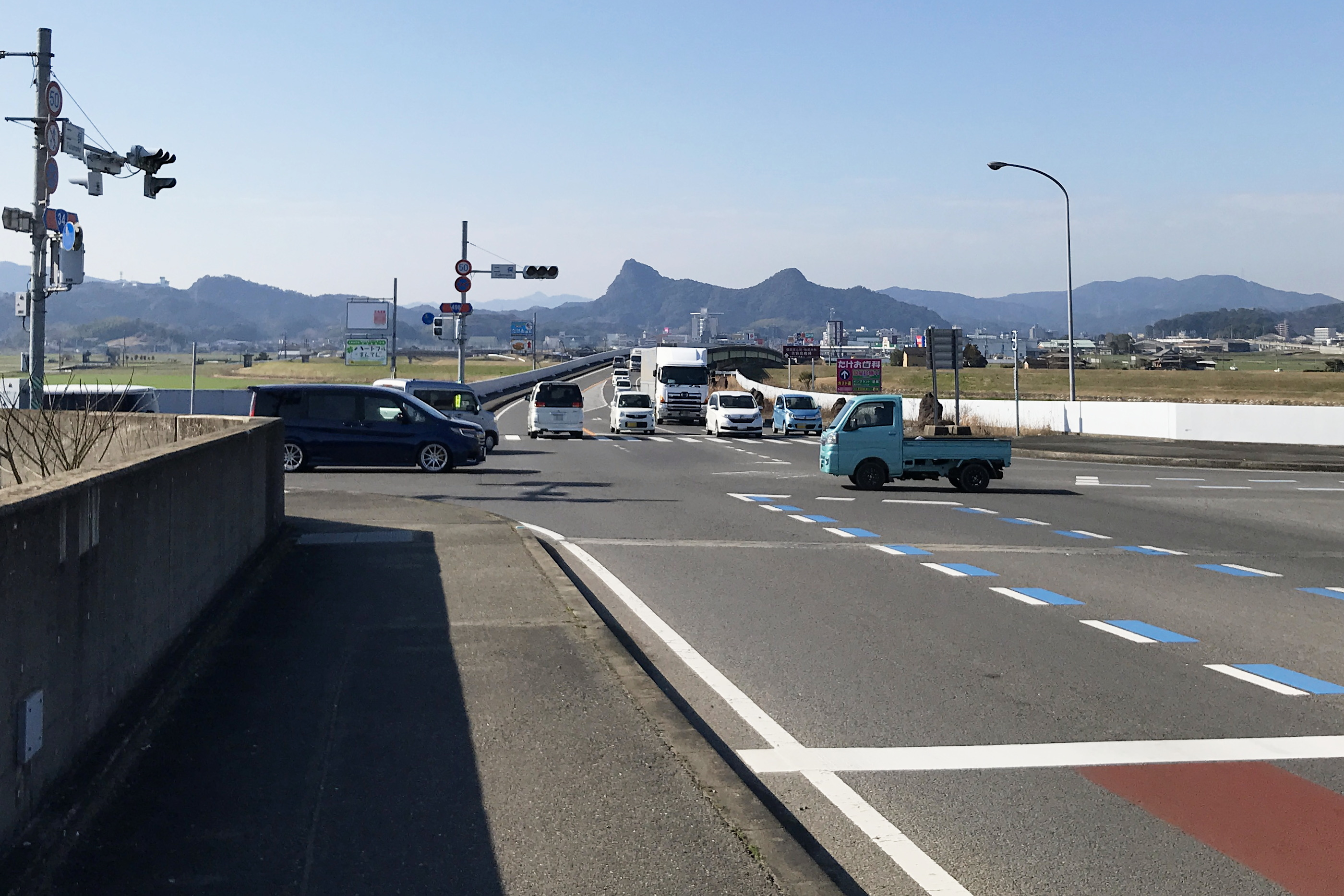
歌垣の橋、二俣交差点

### 道路施設

#### 橋梁
- 川添川橋
- 丁后川橋（ちょうごうがわ）
- 歌垣の橋（武雄高架橋）（佐世保線、武雄川※2度跨ぐ） 565m + 570m
- 藤山橋（武雄川）

## 地理

### 通過する自治体
- 武雄市

### 交差する道路
| 交差する道路                                     | 交差する場所 | 交差する場所              | 鳥栖から (km) | 備考                            |
| ------------------------------------------------ | ------------ | ------------------------- | ------------- | ------------------------------- |
| 国道34号 佐賀方面                                |              |                           |               |                                 |
| 国道34号                                         | 北方町志久   | 北方町掛橋西交差点 / 起点 |               | 事業中                          |
| ※市道北方新橋線を経由し国道34号に接続            | 北方町大崎   | 北方中央交差点            | 53.2          | 事業中                          |
| ※市道北方新橋線を経由し国道34号に接続            | 北方町大崎   | 北方中央交差点            | 53.2          | 計画 全線4車線 供用中 全線2車線 |
| E34 長崎自動車道                                 | 北方町大崎   | 5 武雄北方IC              | 54.7          |                                 |
| 国道498号                                        | 橘町芦原     | 二俣交差点                | 55.3          |                                 |
| 佐賀県道53号武雄伊万里線 佐賀県道345号武雄白石線 | 武雄町昭和   | 白岩球場入口交差点        | 57.4          |                                 |
| 佐賀県道330号武雄塩田線                          | 武雄町武雄   | 武雄高校前交差点          | 58.4          |                                 |
| 佐賀県道330号武雄塩田線                          | 武雄町武雄   | 武雄高校前交差点          | 58.4          | 供用中 全線4車線                |
| 国道35号 佐賀県道24号武雄多久線                  | 武雄町武雄   | 下西山交差点 / 終点       | 59            |                                 |
| 国道34号 長崎方面 国道35号 佐世保方面            |              |                           |               |                                 |

### 交差する鉄道
- 佐世保線

### 沿道施設
- 佐賀県立武雄青陵中学校・武雄高等学校
- 武雄郵便局
- 新武雄病院